# Tynyzja
Tynyzja (ukrainisch Тиниця; russisch Тиница Tiniza) ist ein Dorf im Osten der ukrainischen Oblast Tschernihiw mit etwa 2000 Einwohnern (2001).

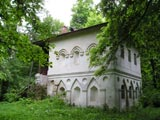
Architektonisches Denkmal aus dem 18. Jahrhundert im Park des Dorfes

Das erstmals 1659 schriftlich erwähnte Dorf liegt auf einer Höhe von 147 m am Ufer des Malyj Romen (Малий Ромен), einem 22 km langen, rechten Nebenfluss des Romen, 10 km südöstlich vom ehemaligen Rajonzentrum Bachmatsch und 140 km südöstlich vom Oblastzentrum Tschernihiw.
Im Dorf gibt es einen Park mit zwei architektonischen Denkmälern aus dem 18. Jahrhundert – dem Herrenhaus Sadyba Kotschubejiw und der Schatzkammer.
Durch das Dorf verläuft die Territorialstraße T–25–14.
Am 12. Juni 2020 wurde das Dorf ein Teil der neugegründeten Stadtgemeinde Bachmatsch, bis dahin bildete es die gleichnamige Landratsgemeinde Tynyzja (Тиницька сільська рада/Tynyzka silska rada) im Osten des Rajons Bachmatsch.
Am 17. Juli 2020 kam es im Zuge einer großen Rajonsreform zum Anschluss des Rajonsgebietes an den Rajon Nischyn.